# Balkova Lhota
Balkova Lhota (německy Ellguth) je obec v okrese Tábor v Jihočeském kraji. Leží asi šest kilometrů severozápadně od Tábora, padesát čtyři kilometrů severně od Českých Budějovic a sedmdesát dva kilometrů jižně od Prahy. Žije v ní 149 obyvatel.

## Historie
Vesnice vznikla patrně již ve 14. století pod jménem Včelákova Lhota. První písemná zmínka o vesnici však pochází až z roku 1523. Obec patřila rodu Kršňáků z Božetína a ze Lhoty, který si v okolí postavil tvrz. 1587 se stala majetkem města Tábor. Na začátku 17. století byla prodána rodu Balků, podle nichž se vesnice dnes jmenuje, avšak ještě v 18. století bývala uváděna i jako Včelákova Lhota.
Dominantou obce byla tvrz, vesničany spíše nazývána „tvrzka“. Malá tvrz byla chráněna dvěma nápustnými rybníky. Jedním na straně západní a druhým na straně severní, kde byl vykopán hluboký příkop. Jednalo se o jednopatrovou budovu, dole sklenutou s dřevěným svrškem. V roce 1731 se na tvrzi usadil balkovský rychtář Jan Bervida (1698–1767), po svatbě se svojí druhou ženou Johannou (patrně rozenou Balkovou). Bervida nechal příkop zavézt zeminou a rybník na severní straně zrušil.

## Obyvatelstvo
| Rok            | 1869 | 1880 | 1890 | 1900 | 1910 | 1921 | 1930 | 1950 | 1961 | 1970 | 1980 | 1991 | 2001 | 2011 | 2021 |
| -------------- | ---- | ---- | ---- | ---- | ---- | ---- | ---- | ---- | ---- | ---- | ---- | ---- | ---- | ---- | ---- |
| Počet obyvatel | 247  | 242  | 271  | 233  | 252  | 241  | 213  | 184  | 170  | 145  | 122  | 122  | 124  | 120  | 143  |
| Počet domů     | 29   | 31   | 34   | 34   | 33   | 33   | 32   | 39   | 39   | 39   | 33   | 44   | 42   | 47   | 51   |

## Obecní správa a politika
Při sčítání lidu v letech 1850–1899 patřila Balkova Lhota jako osada obce k Radkovu v okrese Tábor. V letech 1900–1960 byla obcí. V letech 1960–1980 patřila jako část obce k Radkovu. Od 1. července 1980 do 23. listopadu 1990 patřila jako část obce k Dražicím a od 24. listopadu 1990 je opět samostatnou obcí.
Obec se členění na základní sídelní jednotky: Balkova Lhota a Černý Les.

## Galerie

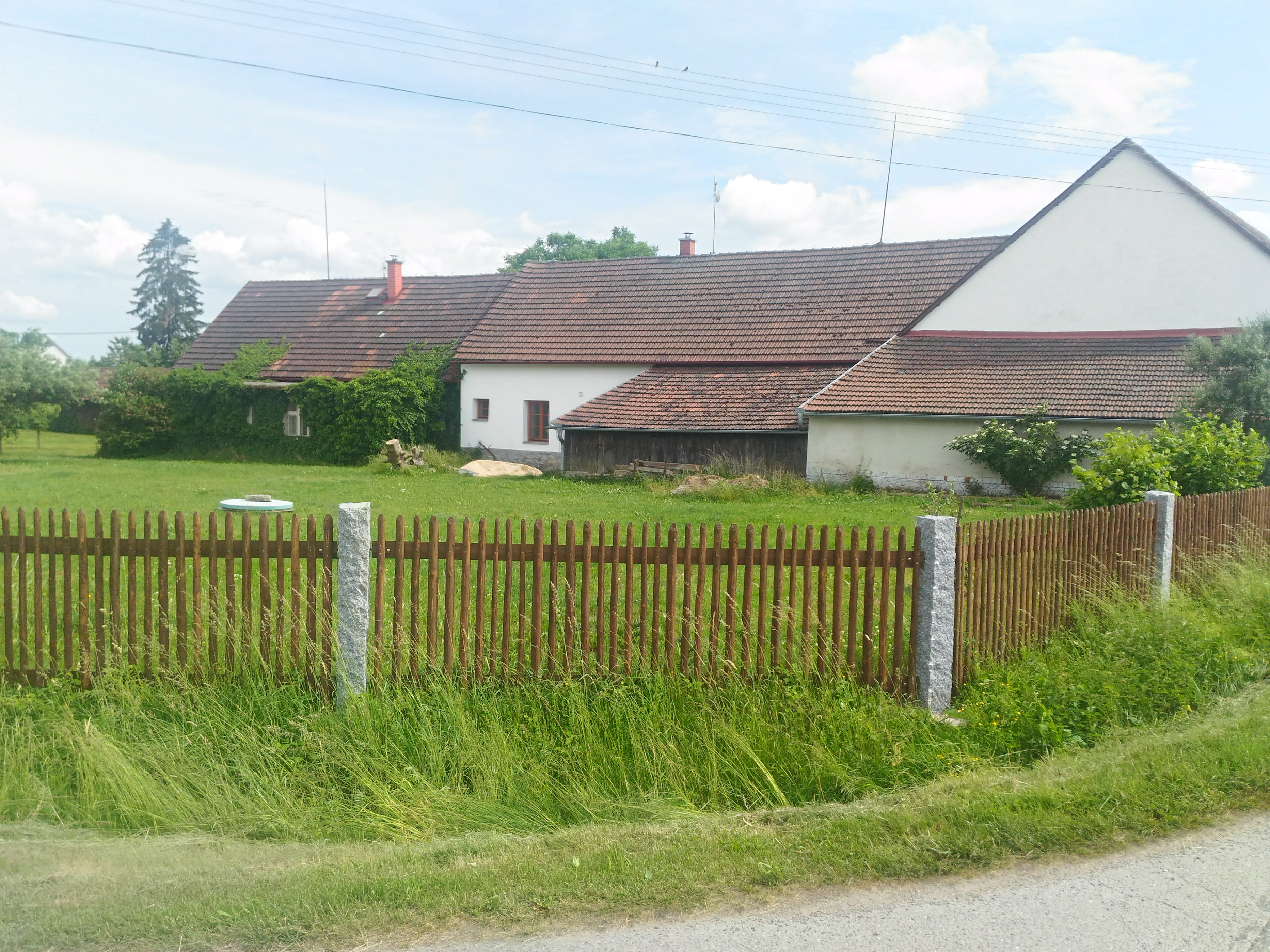
Chalupa
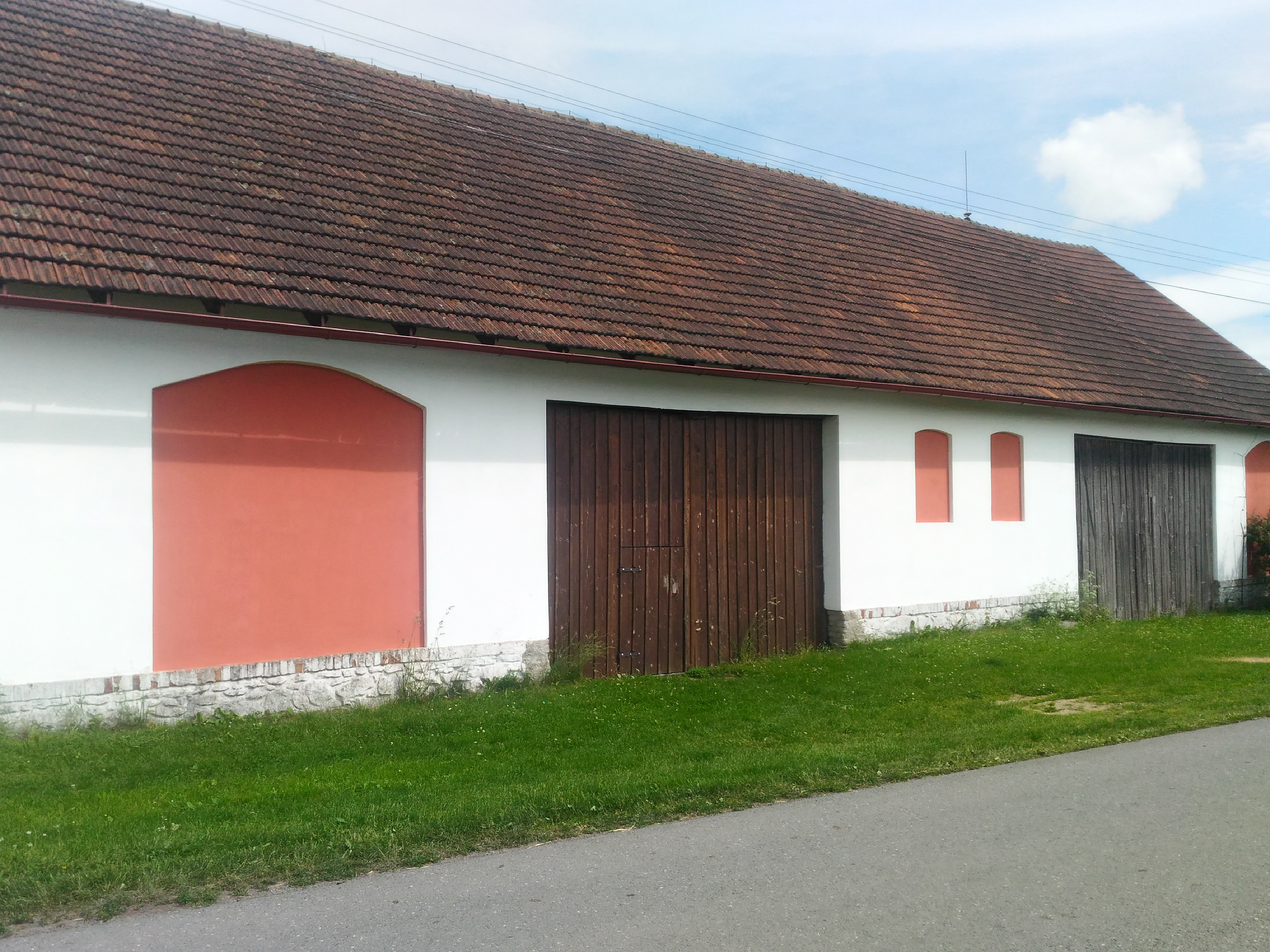
Stodola
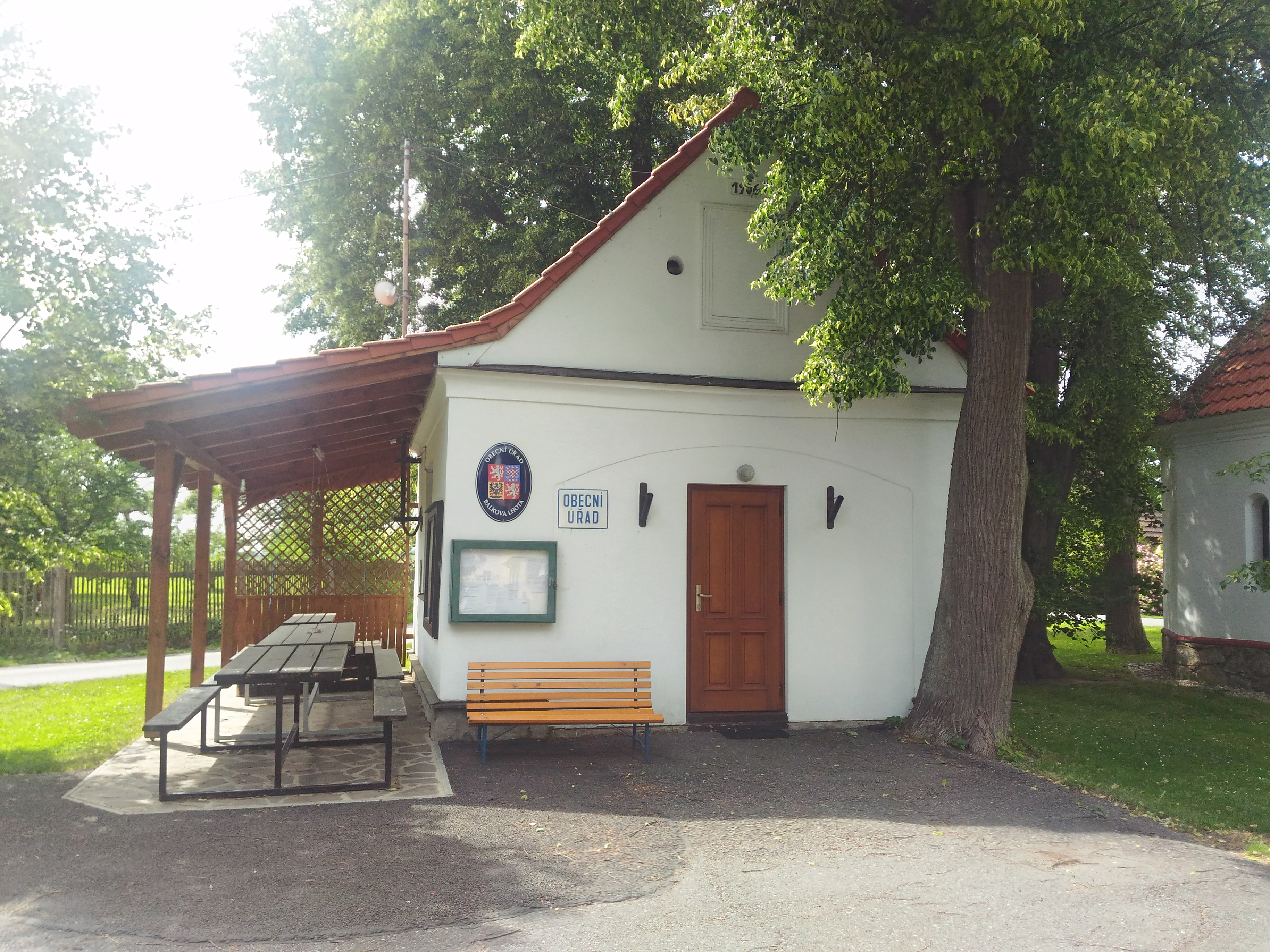
Obecní úřad